# Almatret
Almatret  ist eine katalanische Gemeinde (Municipio) mit 305 Einwohnern (Stand: 2024) in der Provinz Lleida im Nordosten Spaniens. Sie ist Teil der Comarca Segrià. 

## Geographie
Almatret liegt etwa 40 Kilometer südsüdwestlich vom Stadtzentrum von Lleida in einer Höhe von ca. 460 m. Der Ebro begrenzt die Gemeinde im Westen.

## Einwohnerentwicklung
| 1900 | 1930 | 1950 | 1970 | 1981 | 1991 | 2001 | 2011 | 2021 |
| ---- | ---- | ---- | ---- | ---- | ---- | ---- | ---- | ---- |
| 1390 | 1267 | 1080 | 821  | 551  | 553  | 473  | 378  | 310  |

## Sehenswürdigkeiten

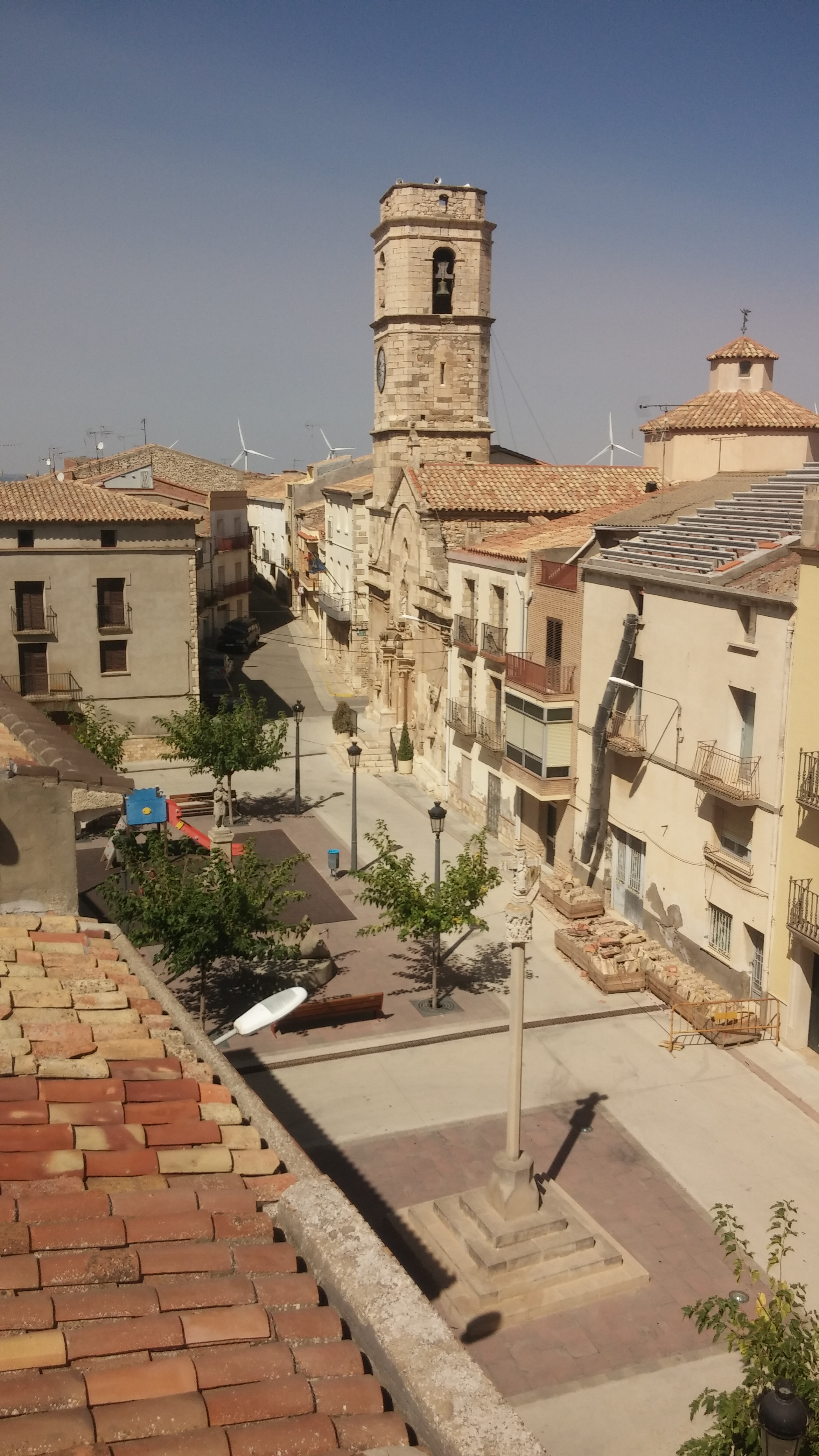
Michaeliskirche

- Michaeliskirche